# Węglówka (Petite-Pologne)
Pour les articles homonymes, voir Węglówka.
Węglówka est une localité polonaise de la gmina de Wiśniowa, située dans le powiat de Myślenice en voïvodie de Petite-Pologne.